# Anton Bielmeier
Anton Bielmeier (* 1. September 1901 in Viechtach; † 6. Januar 1958 ebenda) war ein deutscher Politiker (BP). Er war von 1950 bis 1958 Mitglied des Bayerischen Landtages.

## Leben
Bielmeier besuchte die Volksschule und drei Jahre eine Gewerbeschule in Deggendorf. Danach erlernte er in der Brauerei seiner Eltern das Brauerhandwerk. Nach dem Tod seines Vaters im Jahr 1932 übernahm er die Brauerei und die Gast- und Landwirtschaft seiner Eltern. Er bestand 1939 die Baumeisterprüfung, war Mitglied des Bayerischen Brauwirtschaftsverbandes sowie des Bayerischen Bauernverbandes.
Er wurde von 1950 bis 1954 im Stimmkreis Bogen (Viechtach/Ndb) Mitglied der 2. Legislaturperiode des Bayerischen Landtages. Von 1954 bis 1958 war er im Stimmkreis Niederbayern Mitglied der 3. Legislaturperiode des Bayerischen Landtages. Er gehörte dem Ausschuss für Eingaben und Beschwerden sowie dem Ausschuss für Grenzlandfragen an. Des Weiteren war er Mitglied des Gefängnisbeirats der Strafanstalten Nürnberg und Straubing.